# Burgrest Jagstberg
Der Burgrest Jagstberg, auch Jagstburg genannt, ist eine abgegangene Höhenburg im heutigen Ortsteil Jagstberg der Gemeinde Mulfingen im Hohenlohekreis in Baden-Württemberg.

## Geographische Lage
Die Burg liegt auf 350 m ü. NN zwischen Pfarrhaus und Schulhaus des hochmittelalterlichen Burgweilers auf dem nordwärtigen Mündungssporn eines kleinen linken Seitenbaches zur Jagst durch die Rote Klinge, etwa 90 Meter über dem Fluss und dem namengebenden Hauptort der Gemeinde auf dem jenseitigen Ufer.

## Geschichte
Die Burg wurde 1228 als Jagesperch erwähnt. Sie wurde von den Herren von Jagstberg erbaut, die nach Ausweis des Wappens mit den Herren von Langenburg stammverwandt waren. Möglicherweise war ihr Geschlecht ein Seitenzweig der Herren von Mulfingen, die sich später auch nach Ebersberg bei Backnang benannten. 1275 trug Albert von Ebersberg die Burg dem Bischof von Würzburg zu Lehen auf, der um 1300 die Herren von Hohenlohe-Brauneck zunächst teilweise, später ganz damit belehnte. Die Hohenlohe-Brauneck verkauften die Herrschaft 1340 an die Herzöge von Bayern, die sie 1347 als Pfand an eine andere Linie der Hohenlohe vergab. Es folgten noch zahlreiche weitere Besitzerwechsel: Landgrafen von Leuchtenberg (1358/59), Hohenlohe, von Zellingen (1377), Hochstift Würzburg (1386), Hohenlohe (1387), Hofwart (1395), Hochstift Würzburg (1406), von Rosenberg (1411/12), Horneck von Hornberg (1428/43), von Absberg (ab 1444), Hochstift Würzburg (Amtmannssitz ab 1470), Hohenlohe (1632/34), danach wieder Hochstift Würzburg, Hohenlohe (1802/03), durch Mediatisierung 1806 Teil des Königreichs Württemberg. 
1782 wurde die Burg wegen Wassermangels abgebrochen, ausgenommen den in der Südwestecke stehenden, massiven, quadratischen, 84 Fuß hohen Bergfried, der zunächst allen Abbruchversuchen widerstand. Am 10. Juni 1822 wurde er mit dürrem Holz gefüllt, angesteckt und durch die gewaltige Hitze gesprengt. Ein Teil der Trümmer stürzte auf die Burgreste, ein anderer Teil zerstörte das Schafhaus der Gemeinde, das im folgenden Jahr neu erbaut wurde. Heute zeugen nur noch geringe Mauerreste von der ehemaligen Burganlage.